# بييرفرانشيسكو فافينو
بييرفرانشيسكو فافينو (بالإيطالية: Pierfrancesco Favino)‏ هو ممثل إيطالي، ولد في 24 أغسطس 1969 بروما في إيطاليا.

## أعمال

### أفلام
- (2001) القبلة الأخيرة[5]
- (2006) ليلة في المتحف[6]
- (2008)  الأمير قزوين
- (2009) ليلة في المتحف 2[7]
- (2009) ملائكة وشياطين[8]
- (2013) اندفاع[9]
- (2013) حرب الزومبي العالمية[10]

### مسلسلات
- ماركو بولو

## وصلات خارجية
- بييرفرانشيسكو فافينو على موقع IMDb (الإنجليزية)
- بييرفرانشيسكو فافينو على موقع مونزينجر (الألمانية)
- بييرفرانشيسكو فافينو على موقع قاعدة بيانات الأفلام العربية
- بييرفرانشيسكو فافينو على موقع ألو سيني (الفرنسية)
- بييرفرانشيسكو فافينو على موقع ميوزك برينز (الإنجليزية)
- بييرفرانشيسكو فافينو على موقع أول موفي (الإنجليزية)
- بييرفرانشيسكو فافينو على موقع قاعدة بيانات الأفلام السويدية (السويدية)
- بييرفرانشيسكو فافينو على موقع قاعدة بيانات الفيلم (الإنجليزية)
- بييرفرانشيسكو فافينو على موقع كينوبويسك (الروسية)